# Sportklub Slovan-Hütteldorfer Athletikclub
Lo Sportklub Slovan-Hütteldorfer Athletikclub, spesso abbreviato in SK Slovan-Hütteldorfer AC o ancora SK Slovan-HAC, è una società calcistica austriaca, con sede a Vienna.

## Storia
La squadra nacque nel 1902 come Sportklub Slovan ve Vidni ed era la squadra della minoranza ceca a Vienna. Nel 1923-1924 guadagnò l'accesso alla massima serie austriaca, che manterrà fino al 1928-1929, ritornandovi poi per le due stagioni 1930-1931 e 1931-1932 ed un'ultima volta nel 1949-1950. Nel 1951 retrocesse in Wiener Stadtliga e da allora non ha più lasciato il campionato regionale.
Negli anni dell'annessione dell'Austria alla Germania, prese il nome di AC Sparta.
Nel 1960 la squadra si fuse con l'ÖMV Olympia assumendo la denominazione di Sportklub Slovan-Olympia e prendendo possesso del campo di questi ultimi, in Steinbruchstraße.
Nel 1976 una nuova fusione, con l'Hütteldorfer AC, portò all'attuale denominazione.

## Palmarès

### Titoli nazionali
- Campionato di Regionalliga: 1

1987-1988

### Titoli regionali
- Campionato di II. Liga: 3

1922-1923, 1929-1930, 1934-1935
- Campionato di Vienna: 4

1948-1949, 1977-1978, 1986-1987, 1992-1993
- Campionato di 1. Klasse: 1

1972-1973
- Campionato di Oberliga A: 2

1995-1996, 2007-2008

### Altri piazzamenti
- Coppa d'Austria: finalista

1923-1924
- WFV-Cup: finalista

2004-2005